# سکورووو
سکورووو (به لهستانی:  Skórowo) یک روستا در لهستان است که در گمینا پوتنگووو واقع شده‌است. سکورووو ۲۵۳ نفر جمعیت دارد.